# Первая Песнь о Гудрун
«Первая Песнь о Гудрун» (исл. Guðrúnarkviða I) — одно из сказаний древнескандинавского «Королевского кодекса» (XIII век), входящее в состав «Старшей Эдды». Её причисляют к «песням о героях».
«Первая Песнь» рассказывает о том, как Гудрун скорбит над телом своего мужа Сигурда, убитого её братьями. От «великого горя» у неё нет слёз: она не может голосить и ломать руки, как другие женщины. Другие знатные вдовы рассказывают о своих утратах: Гьявлауг, сестра Гьюки, потеряла пятерых мужей, трёх сыновей, восемь братьев и трёх сестёр, Херборг, «владычица гуннов», потеряла мужа и семь сыновей, погибших в бою, похоронила после кораблекрушения родителей и четырёх братьев. Однако эти рассказы не помогают Гудрун. Тогда её сестра Гулльранд срывает с тела Сигурда саван. Увидев раны, Гудрун падает оземь и начинает рыдать. Она упрекает братьев за вероломное убийство, называет «злой женщиной» Брюнхильд, виновницу несчастья.
Брюнхильд отвечает на обвинения, что «зло совершил» её брат Атли, когда заставил её стать женой Гуннара. В прозаическом завершении песни сообщается, что Гудрун уехала в Данию, а Брюнхильд покончила с собой.
«Первую песнь» относят к героическим элегиям и считают наиболее завершённым произведением этого жанра в «Старшей Эдде». Она близка к немецким и датским народным балладам на схожие сюжеты.